# ستوديو فوكس القرن العشرين للترفيه المنزلي
أستديو فوكس القرن العشرين للترفيه المنزلي (بالإنجليزية: 20th Century Studios Home Entertainment) كانت معروفة سابقا بي
(formerly, Magnetic Video, 20th Century-Fox Video, Fox Video fox هي شركة فيديو منزلي وهي فرع من أستوديو أفلام توينتيث سينشوري فوكس
في أواخر عام 2006 بدأت الشركة في إصدار عناوينها على بلو راي
في مارس 2019 استحوذت شركة والت ديزني على شركة تونتي فرست سينتشوري فوكس
ومع ذلك فوكس القرن العشرين للترفيه المنزلي تعمل الآن كشركة تابعة لي أستديوهات أستديوهات والت ديزني للترفيه المنزلي ولا تزال نشرات العناوين لديها صفقات التوزيع مع أستديوهات أخرى.

## روابط خارجية
- ستوديو فوكس القرن العشرين للترفيه المنزلي على موقع IMDb (الإنجليزية)